# Manzana de Gerona

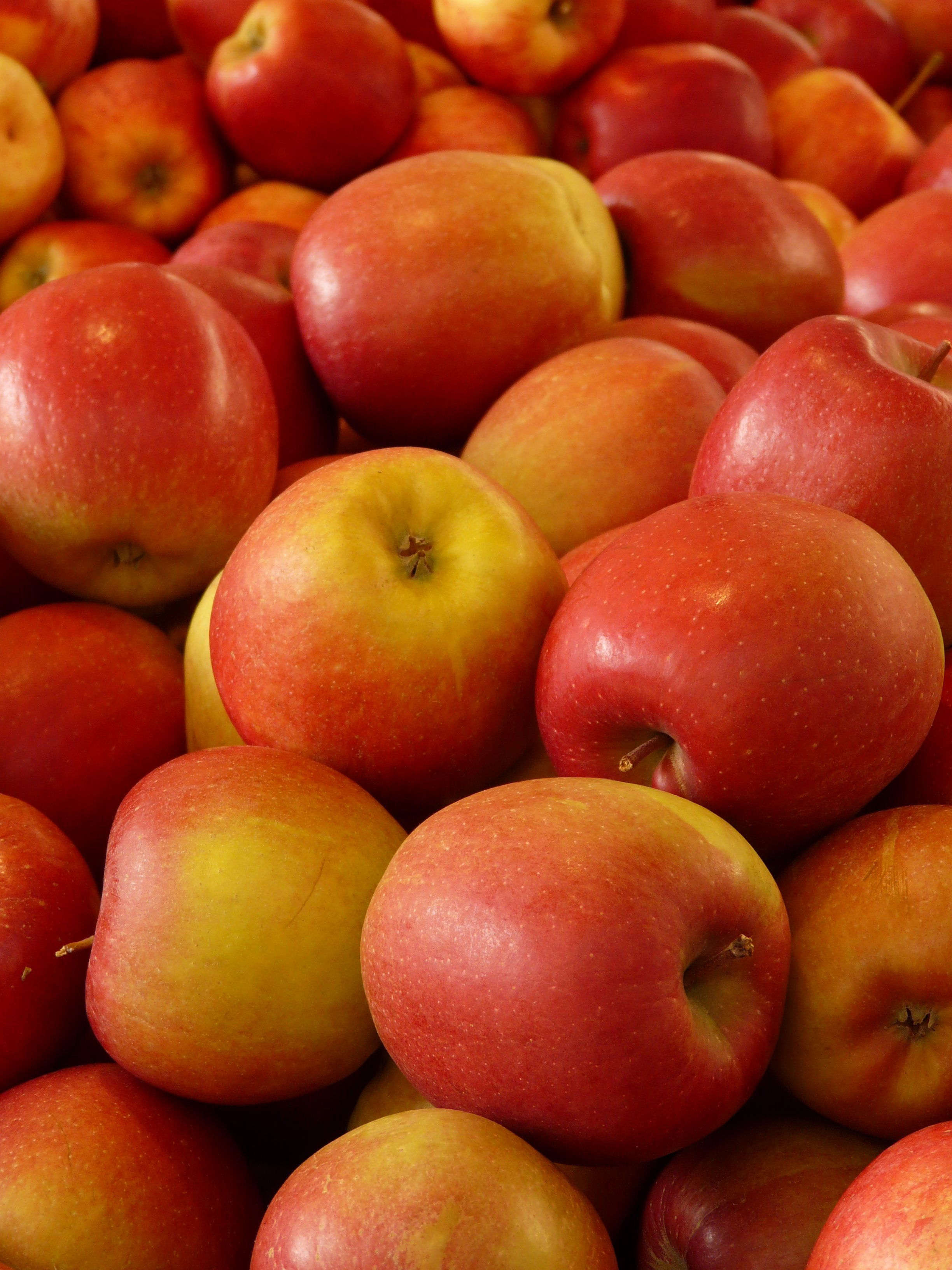
Poma de Girona

Manzana de Gerona también Manzana de Girona ó Maçana de Girona (en catalán y oficialmente: Poma de Girona) es una indicación geográfica protegida (IGP) para las manzanas producidas en los términos municipales de las comarcas catalanas de la Selva, Bajo Ampurdán, Alto Ampurdán, Gironés y el Pla de l'Estany. Las condiciones edafoclimáticas específicas de esta zona confieren a las manzanas sus características diferenciales. Fue creada el 26 de julio de 1983, y está inscrita en el Registro europeo de indicaciones geográficas protegidas desde 2003. Las variedades cultivares de manzano (Malus domestica) son 'Golden', 'Red Delicious', 'Gala' y 'Granny Smith'.

## Historia
En 2012 la denominación de "Poma de Girona" con una producción total de 46.852 tn.

## Características del cultivo
Las variedades de manzanas que pueden llevar esta Indicación Geográfica Protegida son las de los grupos 'Golden', 'Red Delicious', 'Gala' y 'Granny Smith'. Las manzanas amparadas bajo esta IGP han sido cultivadas de acuerdo con las normas de producción integrada para manzanas, con métodos que respetan la salud humana y el medio ambiente, y se recogen cuando el estado de madurez del fruto es el adecuado con el mayor cuidado y rapidez posible.

## Comercialización
Se comercializan en las categorías extra y primera envasadas en cajas o bandejas. En la etiqueta de los envases figurará, además de las menciones que exige la legislación vigente, el nombre "Poma de Girona". "Indicación Geográfica Protegida" y el logotipo propio de la indicación geográfica y el símbolo comunitario. En los establecimientos de venta al por menor, el distintivo propio de la indicación geográfica debe situarse en un lugar visible hasta que finalice la venta del producto.
El Consejo Regulador garantiza que los productos amparados por la IGP cumplen los requisitos establecidos en el reglamento. La entidad de certificación LGAI Technological Center SA realiza el control y la certificación.